# Ndog Tindi
Ndog Tindi est l'un des 22 clans de la grande famille Likol chez les Bassa au Cameroun. Leurs villages sont localisés dans les communes de Ngog-Mapubi et de Dibang.